# Xanthia vulpina
Xanthia vulpina là một loài bướm đêm trong họ Noctuidae.